# Сен-Кристоф-Валлон
Сен-Кристо́ф-Валло́н (фр. Saint-Christophe-Vallon, окс. Sent Cristòfa) — коммуна во Франции, находится в регионе Окситания. Департамент — Аверон. Входит в состав кантона Марсийак-Валлон. Округ коммуны — Родез.
Код INSEE коммуны — 12215.
Коммуна расположена приблизительно в 490 км к югу от Парижа, в 125 км северо-восточнее Тулузы, в 19 км к северо-западу от Родеза.
Коммуна была создана в 1856 году.

## Население
Население коммуны на 2008 год составляло 1085 человек.
| 1962 | 1968 | 1975 | 1982 | 1990 | 1999 | 2008 |
| ---- | ---- | ---- | ---- | ---- | ---- | ---- |
| 836  | 872  | 882  | 920  | 868  | 1002 | 1085 |

## Экономика

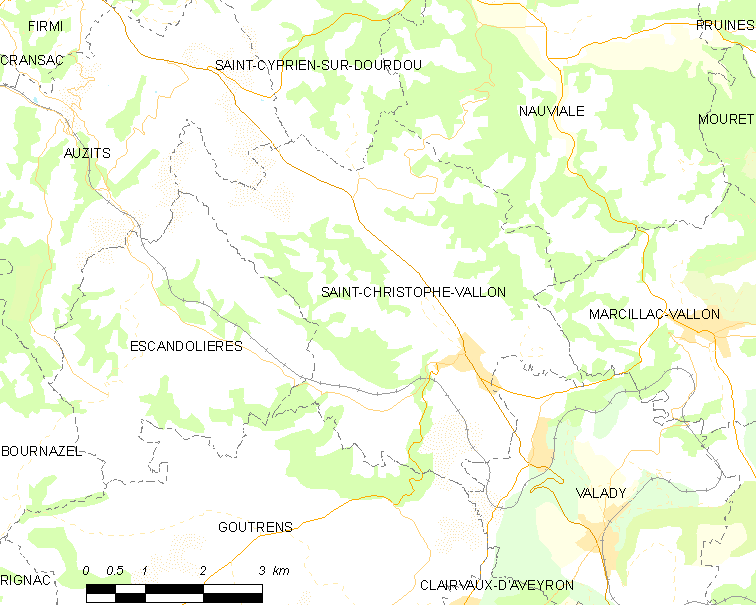
Карта коммуны

В 2007 году среди 645 человек в трудоспособном возрасте (15—64 лет) 498 были экономически активными, 147 — неактивными (показатель активности — 77,2 %, в 1999 году было 76,0 %). Из 498 активных работали 476 человек (266 мужчин и 210 женщин), безработных было 22 (7 мужчин и 15 женщин). Среди 147 неактивных 43 человека были учениками или студентами, 68 — пенсионерами, 36 были неактивными по другим причинам.